# Charles Atlas
Charles Atlas est un culturiste américain d'origine italienne, né Angelo Siciliano le 30 octobre 1892 à Acri, en Calabre, et mort le 24 décembre 1972 à Long Beach, dans l'État de New York.
Il est à l'origine d'une méthode de musculation, la « tension dynamique » (Dynamic Tension), qui est devenue célèbre à travers ses pages de publicité dans les magazines de bande dessinées et les pulps.

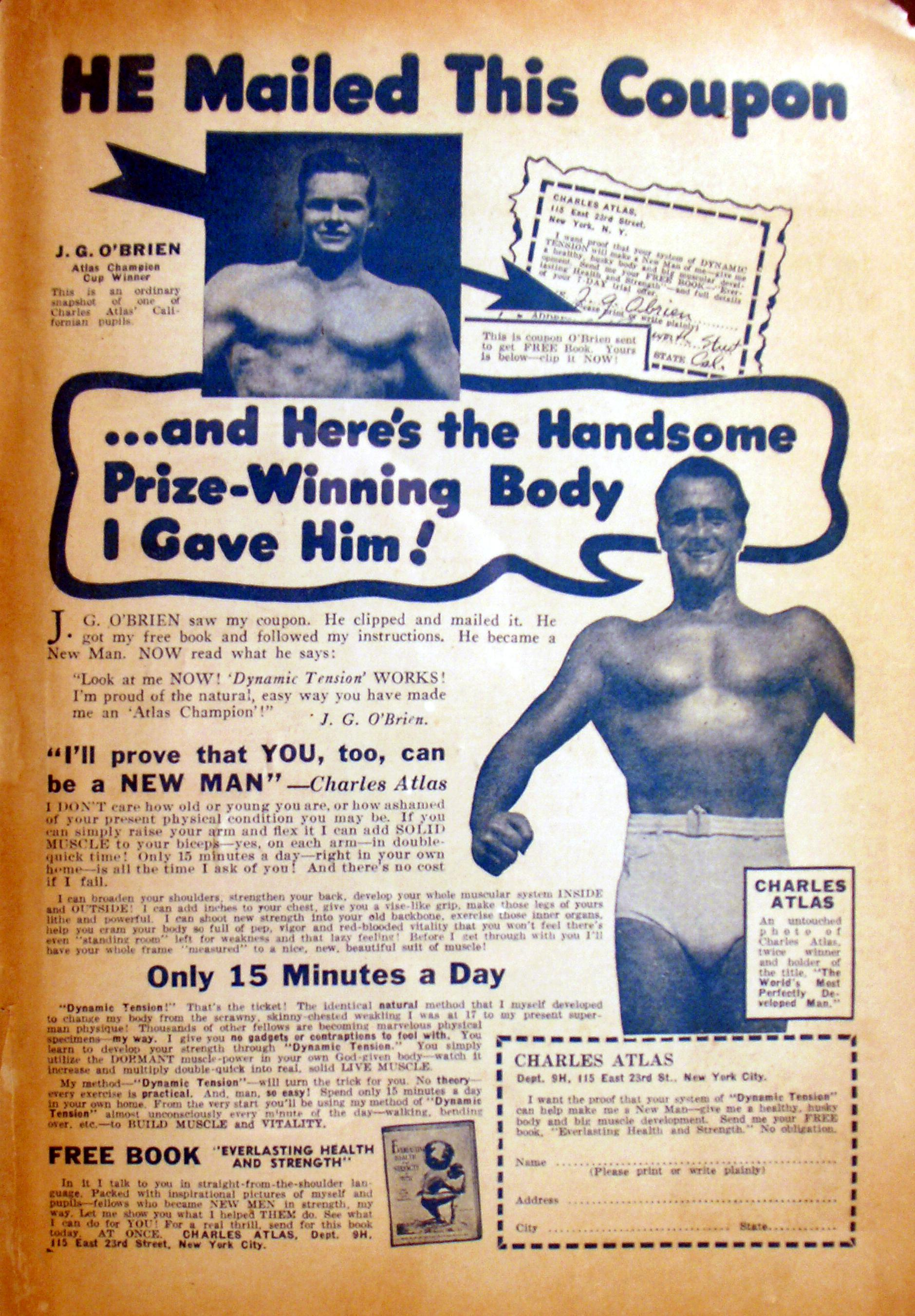
Une publicité de 1941.
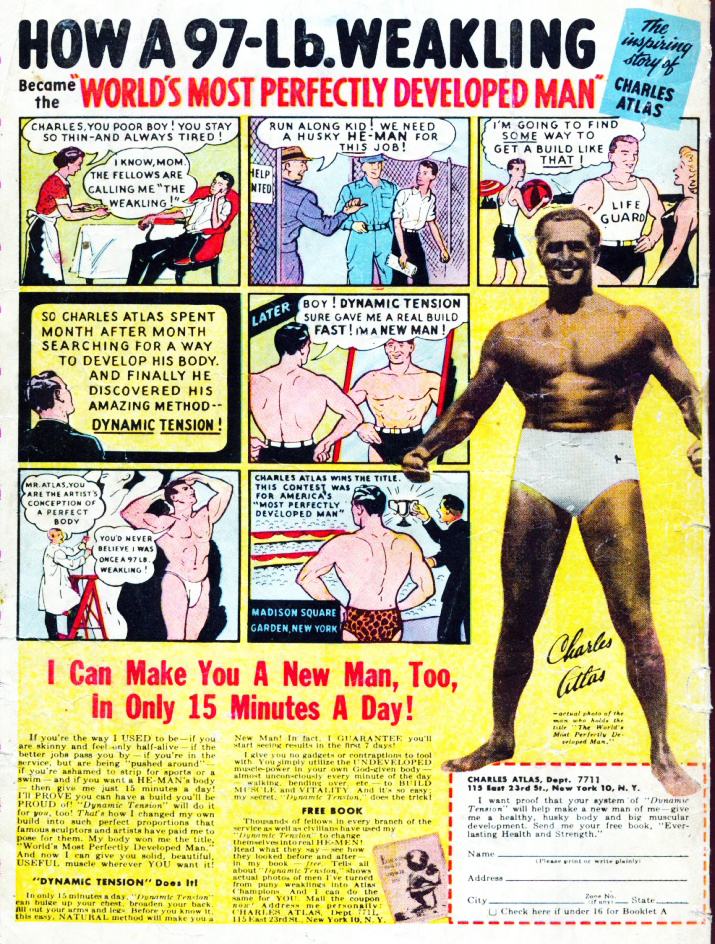
Une publicité de 1945.
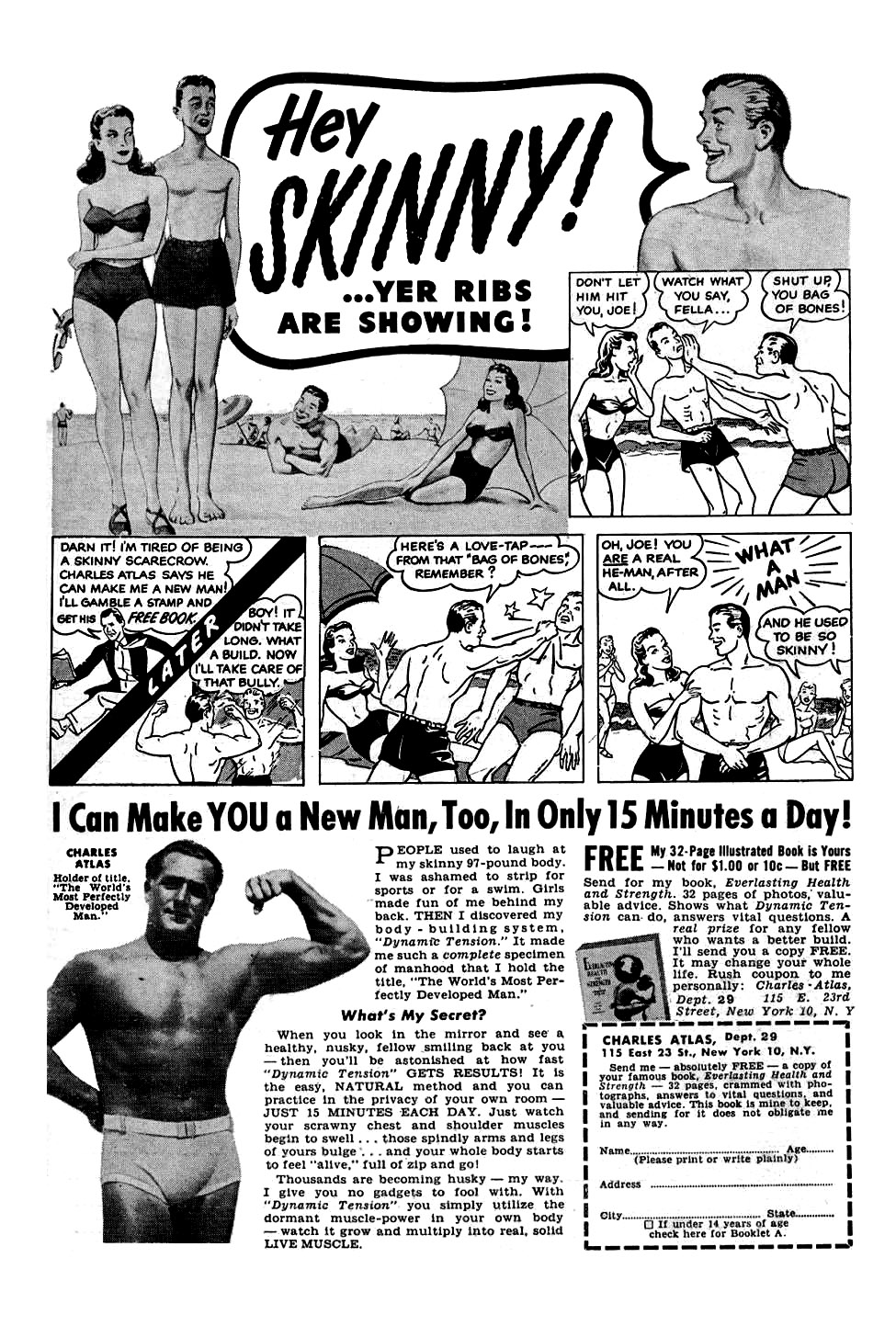
Une publicité de 1953.